# David Abulafia
David Samuel Harvard Abulafia (* 12. prosince 1949, Twickenham, Anglie) je britský historik. Byl, do roku 2000, profesorem dějin středomoří na University of Cambridge.

## Život a kariéra
Abulafia pochází ze staré sefardské rodiny, která opustila Španělsko kolem roku 1492 a žila po mnoho generací v Tiberias. Jeho manželka Anna Sapir Abulafia je historičkou zabývající židovsko-křesťanskými vztahy. Vzdělával se na St. Paul's School a King's College.
Publikoval několik knih na téma středomořské historie a editoval pátý svazek New Cambridge Medieval History stejně tak jako The Mediterranean in History, která byla přeložena do šesti jazyků. Pedagogicky působil v mnoha zemích: Itálie, Španělsko, Portugalsko, Francie, Německo, USA, Japonsko, Izrael a Egypt. Za jeho nejvýznamnější[zdroj?] dílo je považován Frederick II: a medieval emperor (Fridrich II. Štaufský), poprvé publikovaný roku 1988. Byl vyznamenán jako Commendatore dell'Ordine della Stella della Solidarietà Italiana italským prezidentem, za práci na italských dějinách, zvláště historii Sicílie.